# Grand Hôpital de l'Est Francilien
 (septembre 2020).
Si vous disposez d'ouvrages ou d'articles de référence ou si vous connaissez des sites web de qualité traitant du thème abordé ici, merci de compléter l'article en donnant les références utiles à sa vérifiabilité et en les liant à la section « Notes et références ».
Le Grand Hôpital de l'Est Francilien (GHEF) est un ensemble hospitalier de 4 hôpitaux de Seine-et-Marne, créé le 1er janvier 2017.

## Historique
En 2005, les établissements hospitaliers de Lagny-sur-Marne, Meaux et Coulommiers constituent un groupement de coopération sanitaire (GCS), nommé Groupe Hospitalier de l'Est Francilien, afin de se développer davantage. Chaque établissement hospitalier conserve en propre ses moyens et ses ressources pour tout ce qui est en lien avec les services cliniques. Chaque centre hospitalier est dirigé par un directeur délégué et dispose d’un directeur des ressources humaines (DRH) et d’une direction des soins. Le conseil de gestion du GCS réunit trois ou quatre fois par an les présidents et vice-présidents des Commissions Médicales d'Établissement (CME). L’hôpital gériatrique de Jouarre est également intégré dans le GCS mais ne fait cependant pas partie de la direction commune à cette époque.
En 2009, une direction commune est créée et assignée pour l'ensemble des établissements de Meaux, Lagny et Coulommiers.
En 2012, le Grand Hôpital de l'Est Francilien de Marne-la-Vallée déménage sur la commune de Jossigny, sur laquelle un nouvel ensemble hospitalier neuf a été construit.
En 2016, la direction commune est étendue au Grand Hôpital de Territorial de Jouarre, et devient le Centre Hospitalier de Jouarre.
Le 1er janvier 2017, les centres Hospitaliers de Meaux, Marne-la-Vallée et Coulommiers s'unissent pour donner naissance au Grand Hôpital de l'Est Francilien (GHEF) qui a aussi une activité de recherches médicales.
En 2019, le centre Hospitalier de Jouarre est le quatrième établissement à intégrer l'ensemble hospitalier.

## Composition
Le Grand Hôpital de l'Est Francilien est composé de 4 sites hospitaliers :
- Grand Hôpital de l'Est Francilien - site de Marne-la-Vallée ;
- Grand Hôpital de l'Est Francilien - site de Meaux ;
- Grand Hôpital de l'Est Francilien - site de Coulommiers ;
- Grand Hôpital de l'Est Francilien - site de Jouarre.